# Everything (Anouk)
Everything is een nummer van de Nederlandse zangeres Anouk uit 2002. Het is de eerste single van haar vierde studioalbum Graduated Fool.
Op de B-kant staat een akoestische versie van het nummer. "Everything" werd een klein hitje in het Nederlandse taalgebied. Het bereikte de 12e positie in de Nederlandse Top 40, en de 13e positie in de Vlaamse Tipparade.